# Кипчак-Джитировский кантон
Кипчак-Джитировский кантон (баш. Ҡыпсаҡ-Ете ырыу кантоны) — кантон в составе Автономной Башкирской Советской Республики.
Административный центр — с. Ермолаево.

## Географическое положение
Кипчак-Джитировский кантон на севере граничил с Юрматынским кантоном, на северо-востоке — Бурзян-Тангауровским кантоном, на юго-востоке — Усерганским кантоном, а на юге, западе и северо-западе — Оренбургским уездом.

## История

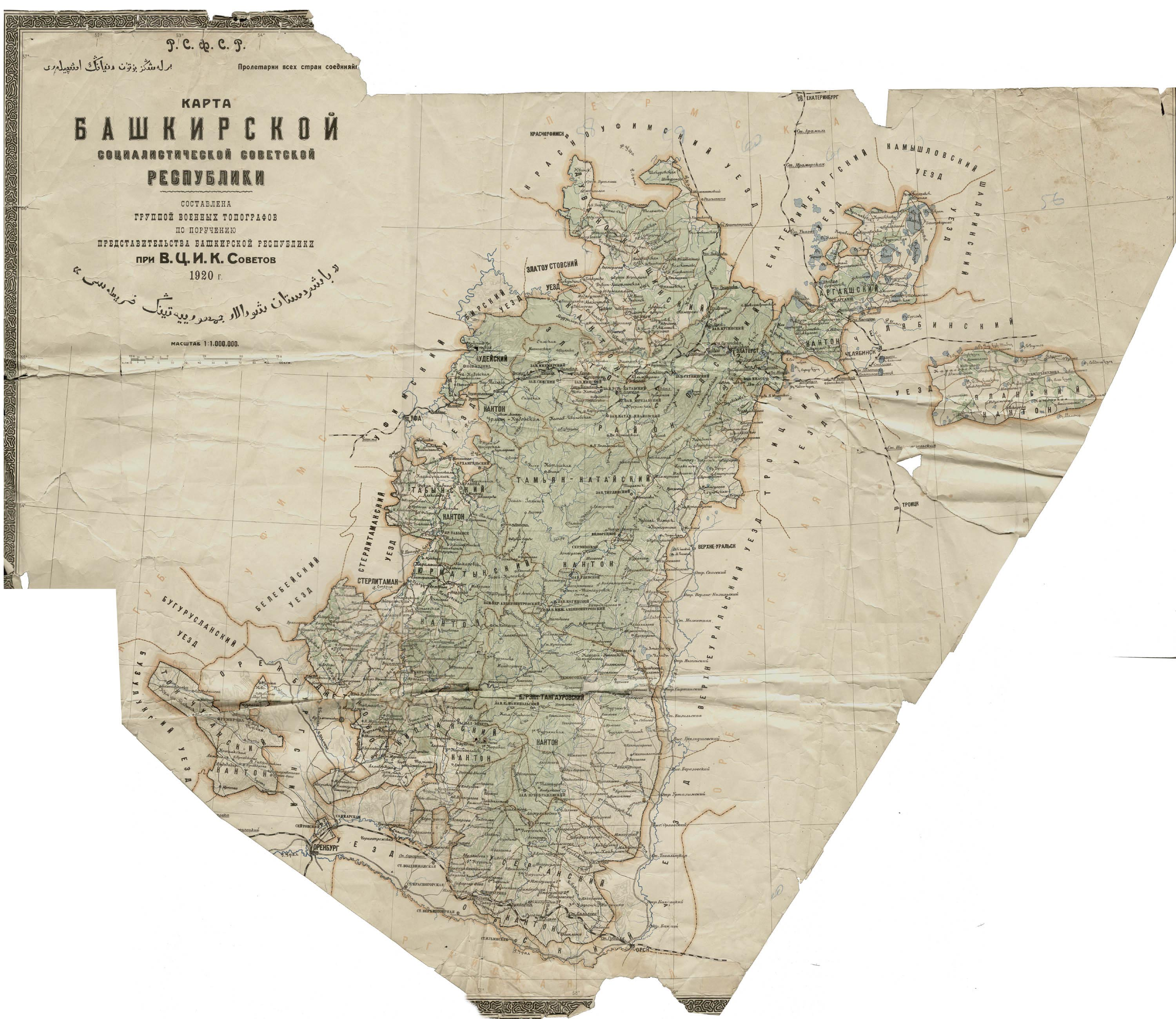
Карта АБСР в 1920 году

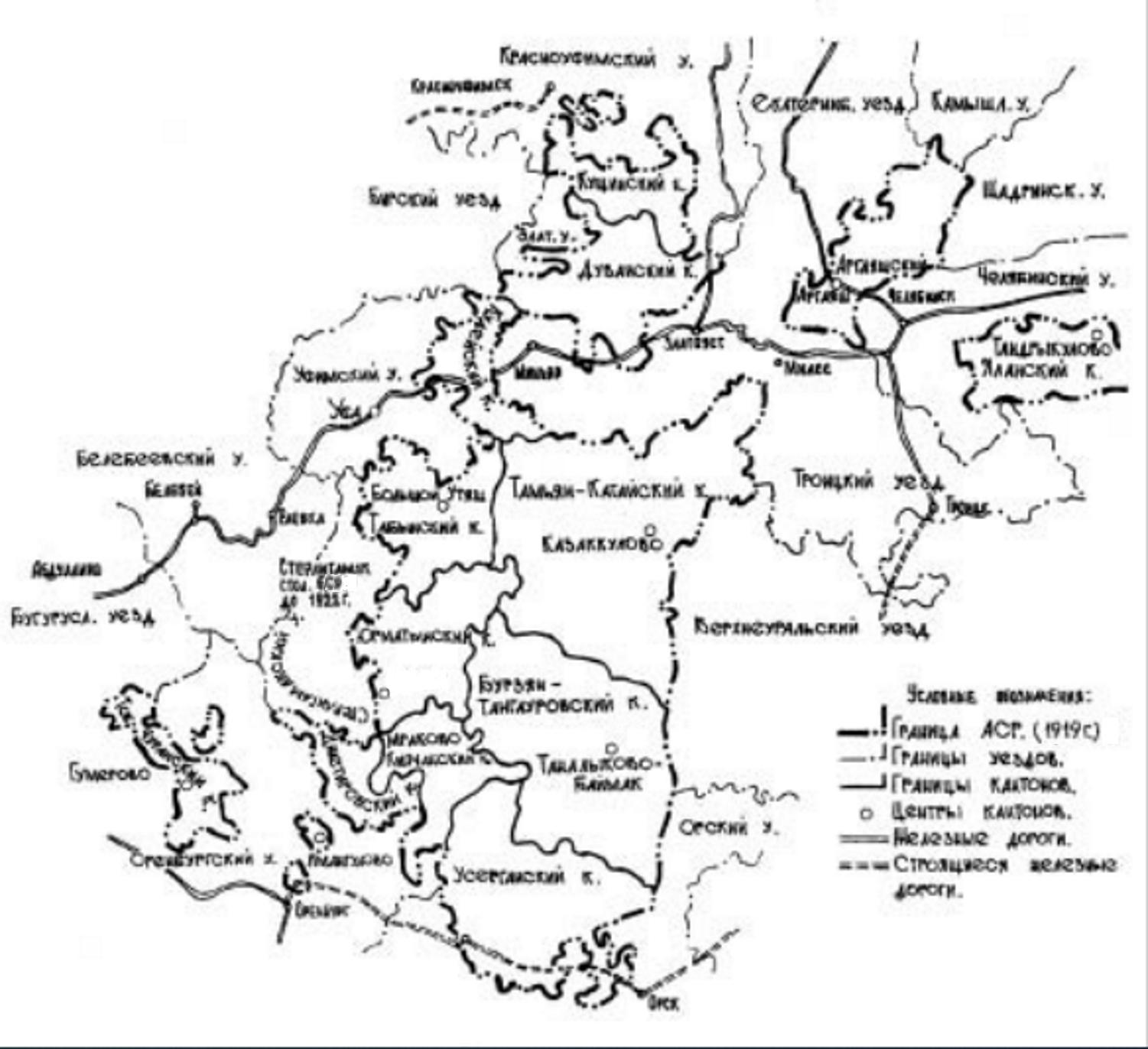
Кипчак-Джитировский кантон на карте Малой Башкирии в сентябре 1919 года

В декабре 1917 года III Всебашкирский Учредительный курултай принял положение «Об автономном управлении Башкурдистана», согласно которой автономия состояла из девяти кантонов: Барын-Табынский, Бурзян-Тангауровский, Джитировский, Ичкин-Катайский, Кипчакский, Куваканский, Тамьянский, Ток-Чуранский и Усерганский. К началу 1919 года Башкурдистан состоял из 13 кантонов: Аргаяшский, Бурзян-Тангауровский, Джитировский, Дуванский, Кипчакский, Кудейский, Табынский, Кущинский, Тамьян-Катайский, Ток-Чуранский, Усерганский, Юрматынский и Яланский.
По «Соглашению центральной Советской власти с Башкирским правительством о советской автономии Башкирии» от 20 марта 1919 года территория республики состояла из 13 кантонов, в числе которых были Джитировский и Кипчакский кантоны, которые в июне 1919 года были объединены в Кипчак-Джитировский кантон.
На территории кантона функционировали 3 кожевенных, 1 поташный и 2 мыловаренных заводов. В 1921 году были зафиксированы 19 библиотек.
5 октября 1922 года Кипчак-Джитировский кантон упразднён, а входившие в него 16 волостей были включены в состав Зилаирского кантона.